# Instytut Rozwoju Służb Społecznych
Instytut Rozwoju Służb Społecznych (IRSS) w Warszawie powstał w 1998 r. na podstawie zarządzenia Ministra Pracy i Polityki Socjalnej z dnia l lipca 1998 r. w sprawie utworzenia Instytutu Rozwoju Służb Społecznych (Dz.Urz. MPiPS Nr l, poz. l). Instytut jest jednostką nadzorowaną Ministerstwa Pracy i Polityki Społecznej.
Instytut prowadzi działalność naukową, badawczą i analityczną w zakresie pomocy społecznej realizowanej przez podmioty administracji publicznej, organizacje pozarządowe, osoby prawne i fizyczne,
Instytut wydaje specjalistyczne periodyki: miesięcznik Problemy Opiekuńczo-Wychowawcze, dwumiesięcznik Praca Socjalna, kwartalnik Niepełnosprawność i Rehabilitacja oraz książki z zakresu teorii i praktyki pracy socjalnej, prezentowane w serii wydawniczej EX LIBRIS PRACOWNIKA SOCJALNEGO
Instytutem kieruje dyrektor dr Sergo Kuruliszwili, zastępcą dyrektora jest Joanna Staręga-Piasek.
W 2016, w związku z zadłużeniem jednostki oraz brakiem skutecznych działań naprawczych, Ministerstwo Rodziny, Pracy i Polityki Społecznej podjęło działania w kierunku likwidacji Instytutu. Na podstawie rozporządzenia Rady Ministrów z dn. 27 lutego 2017 Instytut zakończył działalność w dniu 28 lutego 2017, a jego likwidacja została wyznaczona na okres od 1 marca 2017 do 31 grudnia 2017.

## Rada Naukowa Instytutu
Przewodniczący Rady:
- prof. Jerzy Szmagalski

Zastępca Przewodniczącego Rady:
- prof. Adam Kurzynowski

Członkowie Rady:
- prof. dr hab. Piotr Błędowski,
- prof. APS dr hab. Jan Łaszczyk,
- dr Tomasz Kaźmierczak,
- dr Remigiusz Kijak,
- dr Sergo Kuruliszwili – dyrektor Instytutu,
- dr Anna Olech,
- dr Agnieszka Skowrońska,
- dr Joanna Staręga-Piasek – zastępca dyrektora Instytutu,
- mgr Bartosz Chmielewski,
- mgr Emilia Czerniakiewicz,
- mgr Anna Drelich,
- mgr Anna Kuczyńska,
- mgr Marcin Teodorczyk,
- mgr Andrzej Trzeciecki.